# 2020年の日本
2020年の日本（2020ねんのにほん）では、2020年（令和2年）の日本の出来事・流行・世相などについてまとめる。

## 他の紀年法
日本では、西暦の他にも以下の紀年法を使用している。なお、以下の紀年法は西暦と月日が一致している。
- 元号
  - 令和2年
- 神武天皇即位紀元
  - 皇紀2680年
- 干支
  - 庚子（かのえ ね）

## カレンダー
| 1月 |    |    |    |    |    |    |
| 日  | 月 | 火 | 水 | 木 | 金 | 土 |
|     |    |    | 1  | 2  | 3  | 4  |
| 5   | 6  | 7  | 8  | 9  | 10 | 11 |
| 12  | 13 | 14 | 15 | 16 | 17 | 18 |
| 19  | 20 | 21 | 22 | 23 | 24 | 25 |
| 26  | 27 | 28 | 29 | 30 | 31 |    |
|     |    |    |    |    |    |    |

| 2月 |    |    |    |    |    |    |
| 日  | 月 | 火 | 水 | 木 | 金 | 土 |
|     |    |    |    |    |    | 1  |
| 2   | 3  | 4  | 5  | 6  | 7  | 8  |
| 9   | 10 | 11 | 12 | 13 | 14 | 15 |
| 16  | 17 | 18 | 19 | 20 | 21 | 22 |
| 23  | 24 | 25 | 26 | 27 | 28 | 29 |
|     |    |    |    |    |    |    |

| 3月 |    |    |    |    |    |    |
| 日  | 月 | 火 | 水 | 木 | 金 | 土 |
| 1   | 2  | 3  | 4  | 5  | 6  | 7  |
| 8   | 9  | 10 | 11 | 12 | 13 | 14 |
| 15  | 16 | 17 | 18 | 19 | 20 | 21 |
| 22  | 23 | 24 | 25 | 26 | 27 | 28 |
| 29  | 30 | 31 |    |    |    |    |
|     |    |    |    |    |    |    |

| 4月 |    |    |    |    |    |    |
| 日  | 月 | 火 | 水 | 木 | 金 | 土 |
|     |    |    | 1  | 2  | 3  | 4  |
| 5   | 6  | 7  | 8  | 9  | 10 | 11 |
| 12  | 13 | 14 | 15 | 16 | 17 | 18 |
| 19  | 20 | 21 | 22 | 23 | 24 | 25 |
| 26  | 27 | 28 | 29 | 30 |    |    |
|     |    |    |    |    |    |    |

| 5月 |    |    |    |    |    |    |
| 日  | 月 | 火 | 水 | 木 | 金 | 土 |
|     |    |    |    |    | 1  | 2  |
| 3   | 4  | 5  | 6  | 7  | 8  | 9  |
| 10  | 11 | 12 | 13 | 14 | 15 | 16 |
| 17  | 18 | 19 | 20 | 21 | 22 | 23 |
| 24  | 25 | 26 | 27 | 28 | 29 | 30 |
| 31  |    |    |    |    |    |    |
|     |    |    |    |    |    |    |

| 6月 |    |    |    |    |    |    |
| 日  | 月 | 火 | 水 | 木 | 金 | 土 |
|     | 1  | 2  | 3  | 4  | 5  | 6  |
| 7   | 8  | 9  | 10 | 11 | 12 | 13 |
| 14  | 15 | 16 | 17 | 18 | 19 | 20 |
| 21  | 22 | 23 | 24 | 25 | 26 | 27 |
| 28  | 29 | 30 |    |    |    |    |
|     |    |    |    |    |    |    |

| 7月 |    |    |    |    |    |    |
| 日  | 月 | 火 | 水 | 木 | 金 | 土 |
|     |    |    | 1  | 2  | 3  | 4  |
| 5   | 6  | 7  | 8  | 9  | 10 | 11 |
| 12  | 13 | 14 | 15 | 16 | 17 | 18 |
| 19  | 20 | 21 | 22 | 23 | 24 | 25 |
| 26  | 27 | 28 | 29 | 30 | 31 |    |
|     |    |    |    |    |    |    |

| 8月 |    |    |    |    |    |    |
| 日  | 月 | 火 | 水 | 木 | 金 | 土 |
|     |    |    |    |    |    | 1  |
| 2   | 3  | 4  | 5  | 6  | 7  | 8  |
| 9   | 10 | 11 | 12 | 13 | 14 | 15 |
| 16  | 17 | 18 | 19 | 20 | 21 | 22 |
| 23  | 24 | 25 | 26 | 27 | 28 | 29 |
| 30  | 31 |    |    |    |    |    |
|     |    |    |    |    |    |    |

| 9月 |    |    |    |    |    |    |
| 日  | 月 | 火 | 水 | 木 | 金 | 土 |
|     |    | 1  | 2  | 3  | 4  | 5  |
| 6   | 7  | 8  | 9  | 10 | 11 | 12 |
| 13  | 14 | 15 | 16 | 17 | 18 | 19 |
| 20  | 21 | 22 | 23 | 24 | 25 | 26 |
| 27  | 28 | 29 | 30 |    |    |    |
|     |    |    |    |    |    |    |

| 10月 |    |    |    |    |    |    |
| 日   | 月 | 火 | 水 | 木 | 金 | 土 |
|      |    |    |    | 1  | 2  | 3  |
| 4    | 5  | 6  | 7  | 8  | 9  | 10 |
| 11   | 12 | 13 | 14 | 15 | 16 | 17 |
| 18   | 19 | 20 | 21 | 22 | 23 | 24 |
| 25   | 26 | 27 | 28 | 29 | 30 | 31 |
|      |    |    |    |    |    |    |

| 11月 |    |    |    |    |    |    |
| 日   | 月 | 火 | 水 | 木 | 金 | 土 |
| 1    | 2  | 3  | 4  | 5  | 6  | 7  |
| 8    | 9  | 10 | 11 | 12 | 13 | 14 |
| 15   | 16 | 17 | 18 | 19 | 20 | 21 |
| 22   | 23 | 24 | 25 | 26 | 27 | 28 |
| 29   | 30 |    |    |    |    |    |
|      |    |    |    |    |    |    |

| 12月 |    |    |    |    |    |    |
| 日   | 月 | 火 | 水 | 木 | 金 | 土 |
|      |    | 1  | 2  | 3  | 4  | 5  |
| 6    | 7  | 8  | 9  | 10 | 11 | 12 |
| 13   | 14 | 15 | 16 | 17 | 18 | 19 |
| 20   | 21 | 22 | 23 | 24 | 25 | 26 |
| 27   | 28 | 29 | 30 | 31 |    |    |
|      |    |    |    |    |    |    |

### 祝日
2019年（平成31年/令和元年）の改元や開催が予定されていた東京2020オリンピックに伴い、一部の祝日が移動する。
- 日本のナショナル・デー：天皇誕生日（2018年/平成30年までは12月23日：1933年/昭和8年生である上皇明仁の誕生日[注 1]）は、この年から毎年2月23日（1960年/昭和35年生である今上天皇の誕生日）になる[c 1]。
- 海の日（通常時：毎年7月第3月曜日）は、この年に限って7月23日（オリンピック開会式を行う予定だった日の前日）になる[c 2]。
- 前年までの体育の日（通常時：毎年10月第2月曜日）の名称がスポーツの日と改められる[c 3]。さらにこの年に限って7月24日（オリンピック開会式を行う予定だった日）になる[c 2]。
- 山の日（通常時：毎年8月11日）は、この年に限って8月10日（オリンピック閉会式を行う予定だった日の翌日）になる[c 2]。
- それ以外の祝日は変更なし。

## 在職者

### 皇室
- 天皇：徳仁（今上天皇：第126代）
- 皇嗣：秋篠宮文仁親王
- 上皇：明仁

### 三権
- 内閣
  - 第4次安倍第2次改造内閣：（ - 9月16日）
  - 菅義偉内閣：（9月16日 - ）
    - 内閣総理大臣：安倍晋三（第98代、 - 9月16日）、菅義偉（第99代、9月16日 - ）
    - 内閣官房長官：菅義偉（ - 9月16日）、加藤勝信（9月16日 - ）
- 国会
  - 衆議院議長：大島理森
  - 参議院議長：山東昭子
    - 第201回国会（常会：1月20日 - 6月17日）
    - 第202回国会（臨時会：9月16日 - 9月18日）
    - 第203回国会（臨時会：10月26 - 12月5日）
- 裁判所
  - 最高裁判所長官：大谷直人

## 世相

### 2020年の流行語
「3密」（小池百合子）が新語・流行語大賞の年間大賞を受賞した（その他の受賞語は後節「#流行語」も参照）。

### 2020年の漢字
「密」・・・新型コロナウイルス感染症（COVID-19）の世界的流行により、「3密」など人々が常に「密」（みつ）を意識しながら生活したことや「密」を避けるために提唱された新しい生活様式の中で、大切な人との関係がより密接となり人とのつながりの大切さが再認識されたこと、政界や芸能界など密か（ひそか）に行われた秘密が多かったことなどから。

### 新型コロナウイルス感染症（COVID-19）の流行
2019年12月に中国・武漢で確認された新型コロナウイルス感染症（COVID-19）は年明け後すぐに日本でも確認され、2月以降に感染が拡大した。これに伴い感染拡大防止のためイベント・スポーツの自粛 や学校の臨時休校、経済活動の縮小などの措置が実施されたほか、4月には都市部などで更なる感染拡大の兆候が出てきたことから、日本政府により緊急事態宣言が発令された。
また世界規模での感染拡大（パンデミック）により、本年夏の開催が予定されていた東京2020オリンピックとパラリンピックの1年程度の延期も決定された。

### 周年
- 1月1日 - 日本年金機構発足10周年[3]。
- 1月2日・3日（通常） - 箱根駅伝創設100周年（太平洋戦争時の中断で開催回数がずれているので100回記念大会は2024年になる）[a 6]。
- 1月17日 - 阪神・淡路大震災から25年[a 7]。
- 1月19日 - 日本国とアメリカ合衆国との間の相互協力及び安全保障条約（日米同盟）締結から60周年[b 2]。
- 1月27日 - 日本におけるミスタードーナツの創業から50周年[c 4][a 8]。
- 1月30日 - マツダ創立100周年（当時の社名は東洋コルク工業）[a 9]。
- 2月21日 - 六甲ライナー開業30周年[4]。
- 2月24日 - 北大阪急行電鉄開業50周年[5]。
- 3月4日 - SCE「PlayStation 2」(PS2) 発売から20周年[6]。
- 3月15日 - スズキ創立100周年（当時の社名は鈴木式織機）[7]。
- 3月20日 - 地下鉄サリン事件発生から25年[a 10]。
- 3月〜9月 - 日本万国博覧会（大阪万博）開催50周年[a 11]。
- 4月25日 - JR福知山線脱線事故から15年[a 12]。
- 4月26日 - エフエム東京開局50周年[8]。
- 4月〜9月 - 国際花と緑の博覧会開催30周年[a 13]。
- 5月3日 - 西鉄バスジャック事件から20年[9]。
- 6月1日 - バンダイナムコエンターテインメント創立65周年。
- 7月4日 - 日本におけるケンタッキーフライドチキンの創業から50周年[a 14]。
- 7月5日 - バンダイ創立70周年。
- 7月6日 - 神戸高塚高校校門圧死事件から30年[a 15]。
- 7月17日 - 京成成田空港線（成田スカイアクセス線）開業10周年[a 16]。
- 7月19日 - 二千円紙幣（D券）誕生及び発行から20周年[e 1][a 17]。
- 7月25日 - ルービックキューブの日本販売40周年[b 3]。
- 8月6日 - 広島市への原子爆弾投下から75年（人類史上初の核兵器の実戦使用）[a 18]。
- 8月9日 - 長崎市への原子爆弾投下から75年[a 19]。
- 8月12日 - 日本航空123便墜落事故から35年[a 20]。
- 8月15日 - （日本における）第二次世界大戦終結（日本の降伏）から75周年[a 21]。
- 9月10日 - テレビのカラー放送開始から60周年[10]。
- 10月1日 - 日本の国勢調査開始100周年[11][a 22]。
- 11月18日 - 仏教系新宗教団体、創価学会（旧：創価教育学会）創立90周年[12]。
- 11月21日 - 任天堂「スーパーファミコン」発売から30周年[13]。
- 11月29日 - 国会開設130周年[14]。
- 12月1日 - BSデジタル放送開始20周年[15]。
- 12月4日 - 東北新幹線全線開通（八戸駅 - 新青森駅開業）10周年[16]。
- 12月15日 - 中部日本放送創立70周年。
- 12月30日 - 世田谷一家殺害事件発生から20年[a 23]。
- 日本初のプロ野球チーム（日本運動協会）創設100周年[17]。

## できごと

### 1月
- 1月1日
  - 徳島銀行と大正銀行の合併により徳島大正銀行発足[a 24]。
  - ロックバンド・フジファブリックの山内総一郎と女優の平岩紙が結婚[18]。
- 1月4日 - 尖閣諸島沖で中国海警局の4隻が領海を航行[a 25]。
- 1月11日 - 京浜東北線日暮里駅で視覚障害者の男性が線路に転落して電車にひかれて死亡[a 26]。
- 1月14日 - 中国海警局の4隻が尖閣諸島周辺の領海を航行[a 27]。
- 1月16日 - 新型コロナウイルス感染症の感染者を日本において初確認。
- 1月18日・19日 - 最後の大学入試センター試験。2021年より大学入学共通テストに移行予定。
- 1月25日
  - 前日付で退任したNHK会長の上田良一に代わり、この日前田晃伸が就任[a 28]。
  - ソフトバンクの元社員が機密情報を不正に取得したとして逮捕された。取得した情報をロシアに譲渡した疑いもある[a 29]。
- 1月27日 - 山形県の老舗百貨店・大沼及び関連会社の大沼友の会が山形地方裁判所に自己破産を申請[19]。即日破産開始決定を受けた[20]。これで山形は唯一の百貨店空白県に。
- 1月29日 - 新型コロナウイルスの主な感染エリアとなっている中国・武漢市の封鎖により、現地に取り残されていた日本人の民間チャーター便による帰国が開始された[a 30]。
- 1月31日 - 政府は、検察官に適用できないとしてきた定年延長規定の法解釈を変更して、黒川弘務東京高等検察庁検事長の定年延長を閣議決定した[a 31]。

### 2月
- 2月1日 - 新型コロナウイルスによる感染症を感染症の予防及び感染症の患者に対する医療に関する法律（感染症法）に基づく「指定感染症」に指定。感染者に対して強制的に入院させるなどの措置を取ることが可能となる[a 32]。
- 2月3日 - 住民税の課税に必要な給与支払報告書を自治体に提出しなかったとして、滋賀県警捜査2課は、県副生物協同組合理事の男性を地方税法違反の疑いで逮捕。県警によると、自治体に住民税が支払われておらず、脱税の目的や着服がなかったかを調べる[a 33]。
- 2月5日 - 中国海警局の4隻が尖閣諸島周辺の領海を航行[a 34]。
- 2月16日 - 俳優の柄本時生と女優の入来茉里が結婚[18]。
- 2月13日
  - 中国海警局の4隻が尖閣諸島周辺の領海を航行[a 35]。
  - 新型コロナウイルスによる感染症で神奈川県に住む80代の女性が死亡した。国内で新型コロナウイルスの感染者が死亡したのは初めて。
- 2月21日
  - 元SMAPの中居正広が記者会見を開き、同年3月末をもってジャニーズ事務所を退所することを発表[a 36]。
- 2月22日 - 建築家の半田悠人と歌手でE-girls元メンバーのDream Amiが結婚[18]。
- 2月23日
  - 今上天皇の即位後に初めて迎える天皇誕生日。なお、恒例の一般参賀は新型コロナウイルス感染拡大のため中止となった。
- 2月27日
  - 安倍晋三首相は新型コロナウイルス感染拡大防止のため、3月2日から春休みまで全国の小中高校（公立学校だけでなく私立も含む）および特別支援学校の一斉臨時休校を要請した[a 4]。
  - 野党4党が提出した、森雅子法務大臣への不信任決議案と棚橋泰文衆議院予算委員長への解任決議案について、与党の反対多数で否決した[a 37]。

### 3月
- 3月1日 -  東海道新幹線から700系が引退[a 38]。これにより東海道新幹線の車内は喫煙ルームを除き全車禁煙になった。なお当初は3月8日に引退する予定であったが、新型コロナウイルスの感染拡大の影響によりラストランが中止され、引退が繰り上げられた。
- 3月5日 -  政府は国賓として同年4月上旬に予定していた習近平の来日の延期を発表し、その数時間後に中国、韓国からの入国者に対し、検疫所長が指定する場所で2週間待機し、国内の公共交通機関を使用しないことを要請すると表明し、3月9日に入国措置が発動された[a 39]。
- 3月6日 - 安倍晋三首相、新型コロナウイルス対策担当大臣に西村康稔経済再生担当大臣を任命[a 40]。
- 3月10日 - 新型コロナウイルス感染症の流行に対する政府対応について、政府会議の議事録などを将来への教訓として記録することが義務付けられる歴史的緊急事態に指定された[a 41][a 42][a 43]。
- 3月13日 -  参議院本会議にて、新型コロナウイルス感染症を新型インフルエンザ等対策特別措置法の対象に加える改正法が、与党や立憲民主党 、国民民主党等の賛成多数で可決、成立した[a 44]。
- 3月14日
  - JRグループダイヤ改正。山手線で約49年ぶりの新駅となる高輪ゲートウェイ駅など旅客駅3駅と貨物駅1駅が開業し、臨時駅1駅が常設化される一方で、北海道と三重県で3駅が廃止された[b 4][b 5][b 6]。
  - 東日本大震災と福島第一原子力発電所事故の影響で運転を見合わせていた常磐線の富岡 - 浪江間が運転を再開[b 7]。これにより東日本大震災・福島第一原子力発電所事故による常磐線の被災区間全区間の運行が9年ぶりに再開された。
- 3月15日 - 政府はマスクの転売を禁止する政令改正案を閣議決定し、この日より施行された。新型コロナウイルスの流行で供給量不足となったマスクをインターネットオークションなどで高額転売の横行が問題となっていたため[a 45]。
- 3月16日 - 神奈川県相模原市の障害者施設で入所者19人が殺害された相模原障害者施設殺傷事件（2016年に発生）の第一審判決公判（裁判員裁判）で、横浜地裁（青沼潔裁判長）は殺人罪などに問われた被告人の男（元施設職員）に対し、求刑通り死刑を言い渡した[a 46]。同月27日付で弁護人が東京高裁へ控訴したが[a 47]、被告人自身が30日付で控訴を取り下げ[a 48]、控訴期限が切れた31日0時をもって死刑が確定した[a 49]。
- 3月18日
  - 2018年に発生した森友学園問題で、公文書改竄の強要を苦に自殺した財務省近畿財務局の職員の手記を遺族が公表[a 50]。
  - インターネットオークションでマスクを89回出品して880万円以上の所得を得て問題視（当時は合法、同月15日から違法）されていた、静岡県議会の諸田洋之の問責決議案が可決した[a 51]。
- 3月19日 - JR神戸線垂水駅で弱視の男性がホームから転落し、入線してきた電車にはねられ死亡[21]。
- 3月20日 - 中国海警局の4隻が尖閣諸島沖の領海を航行[a 52]。
- 3月21日 - 山手線原宿駅の新駅舎が開業した。旧駅舎は東京都内に現存する最古の木造駅舎とされる[a 53]。
- 3月24日
  - 新型コロナウイルスの世界的流行に伴い、本年夏の開催を予定していた東京オリンピック・パラリンピックについて1年程度の延期が決まった[2]。
  - トヨタ自動車とNTTが業務資本提携を発表した。スマートシティの開発で連携する想定[a 54]。
- 3月25日 - 国内で第5世代移動通信システム（5G）がサービスを開始[a 55]。
- 3月26日 - 普天間飛行場の名護市辺野古への移設計画をめぐり、沖縄県による埋め立て承認の撤回を取り消したのは法的に可能な手続きだったのかが争われた訴訟で、最高裁判所が沖縄県の上告を棄却し、沖縄県の敗訴が確定した[a 56]。
- 3月29日
  - ザ・ドリフターズのメンバーでタレントの志村けんが新型コロナウイルス感染症（COVID-19）に伴う肺炎により70歳で死去。
  - 羽田空港の新飛行経路が運用開始[b 8]。
- 3月31日
  - 東京都渋谷区の渋谷駅に隣接する東急百貨店東横店が閉店し、85年間の営業を終了[a 57]。
  - 2020年3月を最後に主要メーカーは次々に蛍光灯器具や同ランプの生産中止を発表[要出典]。

### 4月
- 4月1日

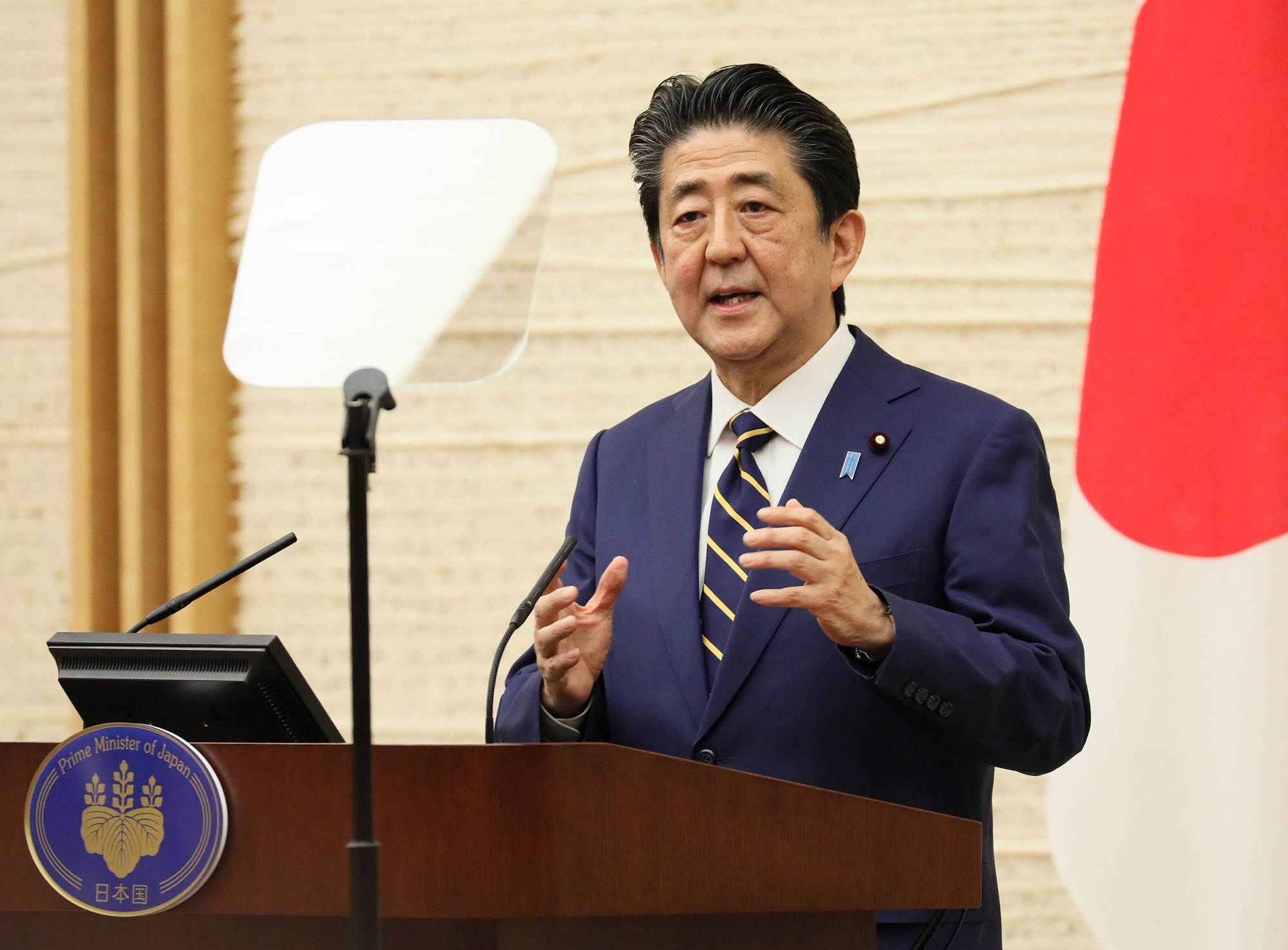
緊急事態宣言発出に際して会見する内閣総理大臣安倍晋三（2020年4月7日、総理大臣官邸にて）

  - 秋田放送がJR秋田駅西口に本社機能を全面移転。
  - 東芝機械が社名を「芝浦機械」に変更[22]。
  - 損害保険ジャパン日本興亜が社名を「損害保険ジャパン」に変更[23]。
  - 日鉄日新製鋼が親会社の日本製鉄に吸収合併される[a 58]。
  - 約120年ぶりの民法（債権法）改正、民法（相続法）の「配偶者居住権」に関する部分が施行された[a 59][c 5][c 6]。
  - 改正健康増進法が施行され、一定の基準を超える規模の飲食店が全面禁煙になる[a 60]。
  - 改正割賦販売法が施行され、クレジットカード加盟店にはカードのICチップを読み取る装置の導入などセキュリティ対策が義務化された[a 61]。
  - 労働者派遣法およびパートタイム・有期雇用労働法改正が施行され、「同一労働同一賃金」が大企業に対して義務化された。中小企業は更に一年の猶予期間を置いた2021年4月1日から義務化される[a 62]。
  - 改正働き方改革関連法の施行により、去年の大企業に続き中小企業も長時間労働が規制された[a 63]。
  - 東京都で自転車保険義務化条例が施行[a 64]。
- 4月7日 - 安倍晋三首相は新型コロナウイルスの感染拡大を受け、改正新型インフルエンザ等対策特別措置法に基づく初の緊急事態宣言を発令した。対象地域は感染が拡大している東京都、埼玉県、千葉県、神奈川県、大阪府、兵庫県、福岡県の7都府県で、期間は大型連休が終わる5月6日まで[a 5]（後に対象地域を全国に拡大、期間も5月末まで延長された）。
- 4月8日
  - 国内で第4の電気通信事業者（通信キャリア）となる楽天モバイルがサービスを開始[a 65]。
  - 中国海警局の4隻が尖閣諸島沖の領海を航行[a 66]。
- 4月15日
  - 同月2日に維新の会所属で比例近畿ブロック選出の谷畑孝衆議院議員が体調不良により辞任し、同党所属の美延映夫が繰り上げ当選[a 67]。
  - 立憲民主党は同党所属の高井崇志衆議院議員の不適切行為を受けて除籍処分[a 68]。
- 4月17日
  - JR北海道札沼線（学園都市線） 北海道医療大学駅 - 新十津川駅間が廃止予定日より前の本日限りで運行終了・休止[b 9]。廃止日前日の5月6日までの運行を予定していたが[a 69]、北海道内での新型コロナウイルスの感染拡大による緊急事態宣言を受け、4月17日以降の運行が休止された。
  - 中国海警局の4隻が尖閣諸島沖の領海を航行[a 70]。
- 4月20日 - 国民1人あたりに10万円の特別定額給付金支給を含む新型コロナウイルス感染症緊急経済対策が閣議決定[24]。この事業については経済産業省がサービスデザイン推進協議会に769億円で委託し、電通に749億円で再委託されたため、大規模な中抜きが問題視された[a 71]。
- 4月23日 - 女優の岡江久美子が新型コロナウイルス感染症（COVID-19）に伴う肺炎により63歳で死去[a 72]。
- 4月24日 - 横浜市のみなとみらい地区（20街区）に新展示場「横浜みなとみらい国際コンベンションセンター（通称：パシフィコ横浜ノース）」が開業[b 10][b 11]。

### 5月
- 5月7日
  - 新型コロナウイルス感染症の治療薬として、抗ウイルス薬レムデシビルが承認された。通常は医薬品の承認申請から実際に承認されるまでは1年程度を要するが、今回は医薬品医療機器法の特例承認の制度を使い、申請からわずか3日というスピード承認となった。
  - 4月17日以降休止していた札沼線（学園都市線）北海道医療大学駅 - 新十津川駅間が正式に廃止。
- 5月8日 - 中国海警局の4隻が尖閣諸島周辺の領海に侵入[a 73]。その内の2隻が日本の漁船を追尾した[a 74]。
- 5月9日 - 中国海警局の2隻が尖閣諸島周辺の領海に侵入[a 75]。中国海警局の船は10日の20時20分ごろまで領海内を航行した[a 76]。
- 5月12日 - この日までにハッシュタグ「#検察庁法改正案に抗議します」がTwitterで著名人を含む900万件以上ツイートされた[a 77][a 78]。黒川検事長の辞任もあり、当法案は翌月に廃案となった[a 79]。
- 5月17日 - ススキノラフィラ（札幌市）がこの日の営業をもって閉店[a 80]。
- 5月20日 - 日本高等学校野球連盟が夏の全国高等学校野球選手権大会中止を発表。同大会の中止は戦後初[a 81]。
- 5月21日 - 同年1月31日に法解釈変更によって定年が延長され、同年8月に検事総長への就任が有力視されていた黒川弘務東京高等検察庁検事長が、前日の週刊文春の賭け麻雀（賭博罪容疑）の報道を受けて辞任[a 82]。
- 5月22日 - 愛知県豊橋市内の医療機関に入院している静岡市在住の外国人が狂犬病を発症していることが発表された[a 83]。男性は同年2月にフィリピンから就労目的で入国しており、前年9月頃にフィリピンで犬に噛まれ治療を受けなかったという。5月11日から14日にかけて症状を訴え18日に医療機関を受診し入院した。日本国内での狂犬病患者は2006年以来14年ぶり。
- 5月23日 - プロレスラーの木村花がネットいじめを苦に自殺[a 84]。
- 5月25日 - コロナウイルスに伴う緊急事態宣言が約1ヶ月半ぶりに解除された。
- 5月26日 - 当月の各大手メディアによる安倍内閣の内閣支持率調査で相次いで20%台を記録した（2017年7月以来）[a 85]。
- 5月27日 - 昨年7月、京都市伏見区の京都アニメーション第1スタジオで36人が死亡した放火殺人事件で、京都府警はこの日の朝、自身も大やけどを負い京都市内の病院に入院していたさいたま市の42歳の男を逮捕。調べに対し容疑を認めている[a 86]。

### 6月
- 6月2日〜6月17日 - 大手美容外科クリニック『高須クリニック』院長の高須克弥が、名古屋市内において「あいちトリエンナーレ2019」での対応が不十分などとして、愛知県知事の大村秀章の解職（リコール）請求運動を開始することを発表[a 87]。同運動には大阪府知事の吉村洋文[a 88] や名古屋市長の河村たかしも支持を表明した[a 89]。一方大村は「運動を起こすのは自由だが、事実でなければ誹謗中傷に該当する」と指摘した[a 87]。その後高須は6月17日に愛知県議会に対して大村の不信任決議を求める請願書を提出[a 90]。
- 6月3日 - 「ユーフォーテーブル」が、過去に運営しているカフェの所得を隠していたとして脱税の疑いで告発された[a 91][a 92]。
- 6月4日 - 宝塚ボーガン殺傷事件[a 93]。
- 6月5日 - 俳優の生田斗真と女優の清野菜名が結婚を発表[18]。
- 6月6日 - 東京メトロ日比谷線の霞ケ関 - 神谷町間に新たに虎ノ門ヒルズ駅が開業。同線では1964年以来56年ぶりの新駅で、既に開業した区間に新駅が開業するのは同線では初。
- 6月8日
  - この日8時頃、東京都八王子市内の一般住宅で、15歳の私立高校1年の男子生徒が自室で拳銃自殺を図り病院に運ばれるも死亡が確認された[a 94]。
  - 尖閣諸島沖で中国海警局の4隻が領海に侵入[a 95]。
- 6月10日 - 2018年6月、京都市左京区の聖護院八ツ橋総本店がのれんに掲げている「創業元禄二年（1689年）」表示は虚偽であり不正競争防止法に違反するとして同市東山区の井筒八ッ橋本舗が聖護院側に表示の差し止め及び600万円の損害賠償を求めた裁判で、京都地裁は井筒側の訴えを全て退ける判決を下した[a 96]。
- 6月15日
  - 河野太郎防衛大臣はイージス・アショアの秋田県と山口県への配備計画の停止を表明[a 97]。
  - 5月22日に狂犬病を発症し愛知県豊橋市内の病院に入院していることが発表された静岡市在住の30歳代の外国籍の男性が、6月13日未明に死亡していたことをこの日豊橋市が発表。日本国内で狂犬病で人が死亡したのは2006年に同じくフィリピンで日本人男性2人が犬にかまれて帰国後に死亡して以来[a 98]。
- 6月17日
  - 立憲民主党所属の須藤元気参議院議員が離党届を提出したが、比例代表選出であることから同党は受理せず議員辞職すべきだと批判した[a 99]。
  - 宮城県、福島県、山形県などで5時頃から昼過ぎにかけて気球のような白い物体が上空を飛行しているのが目撃される。被害は生じなかったものの、運用者、用途等は全く不明。
- 6月18日
  - 横浜駅西口の新駅ビル「JR横浜タワー」が開業[b 12]。
  - 第25回参議院議員通常選挙広島選挙区を巡り、地方議員らを買収したとして公職選挙法違反の疑いで前法務大臣の河井克行衆議院議員と妻の河井案里参議院議員が東京地方検察庁特別捜査部に逮捕された[a 100]。

- 6月20日 - ラッパーのPUNPEEと女優でAKB48の元メンバーの秋元才加が結婚[18]。
- 6月21日 - 日本を含む世界各地で日食が観測される。日本国内では部分日食となった。
- 6月22日
  - 理化学研究所と富士通のスーパーコンピュータ・富岳が計算速度の世界ランキングでTOP500を含む4部門で1位を獲得[a 101]。
  - 中国海警局の4隻が尖閣諸島周辺の領海に侵入[a 102]。
- 6月24日 - 過払い金請求訴訟やB型肝炎訴訟などを手掛け、積極的にテレビ・ラジオCMを展開していた弁護士法人東京ミネルヴァ法律事務所が第一東京弁護士会から会費の数か月分未納[a 103] を理由に破産を申し立てられこの日、東京地方裁判所から破産開始決定を受けた。負債総額は帝国データバンク調べで約51億円、東京商工リサーチ調べで約52億円とされ、弁護士法人の破産額としては過去最大という。6月10日には法人の解散を総社員の同意により決定していた[a 104][a 105]。また6月に入り「同事務所と連絡が取れなくなった」などの苦情が同弁護士会に寄せられていた[a 103]。
- 6月29日 - 関内駅周辺に分散していた横浜市の市役所や本庁機能などが北仲通南地区（馬車道駅付近）の新市庁舎ビルへ順次移転集約され、同日全面供用開始[a 106][f 1]。
- 6月30日
  - Radio NEOが、前身の愛知国際放送（RADIO-i）に続いて2度目の閉局[c 7]。
  - 新潟県民エフエム放送（FM PORT）が閉局[c 8]。その後、同社は7月14日付で新潟地方裁判所から破産開始決定を受け倒産した[a 107]。
  - 経済産業省が実施するキャッシュレス・消費者還元事業が、この日をもって終了[25]。

### 7月
- 7月1日

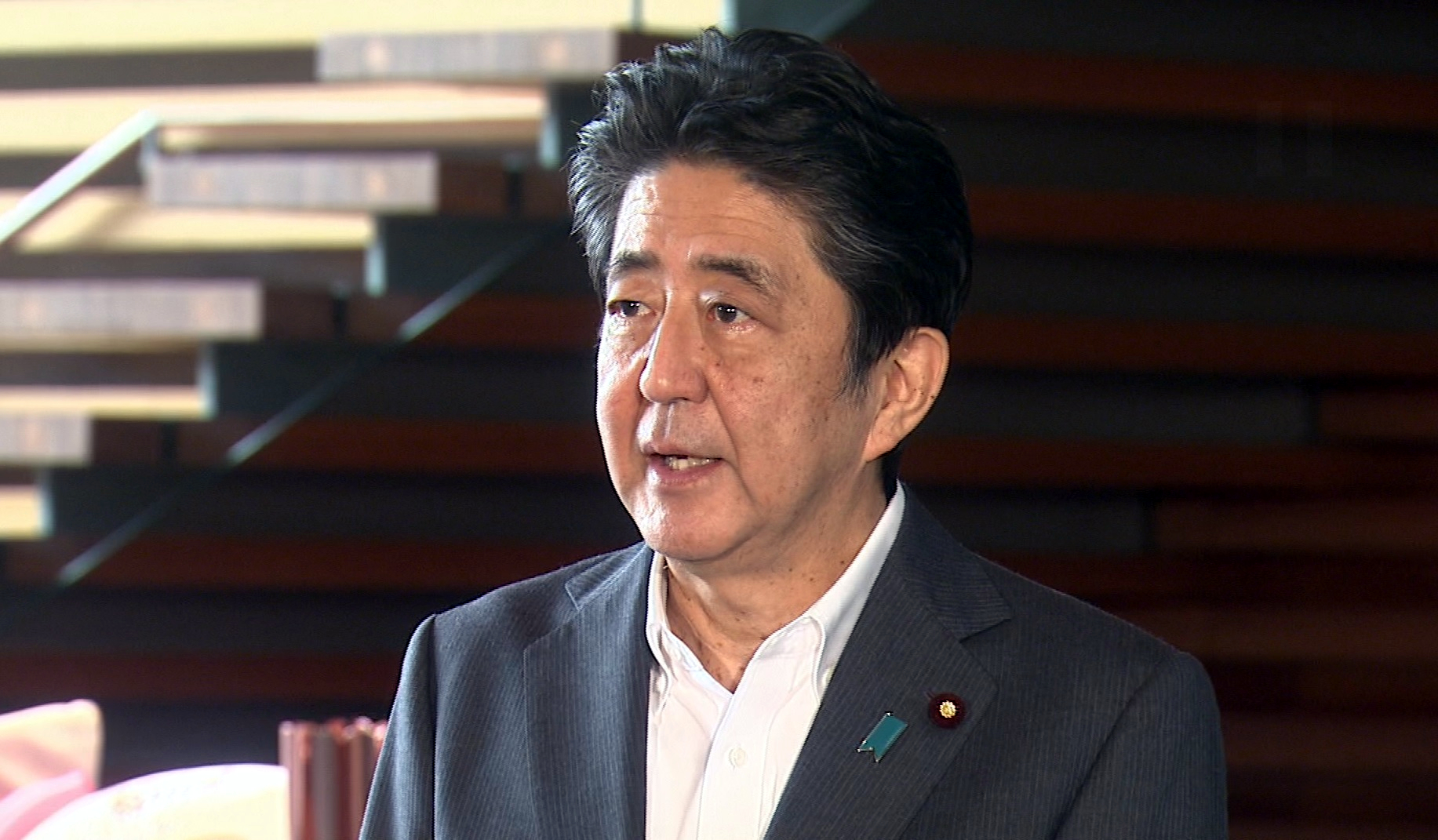
Go To キャンペーン開始について会見する内閣総理大臣安倍晋三（2020年7月22日、総理大臣官邸にて）

  - 東海道・山陽新幹線でN700S系が運行を開始[a 108]。
  - 改正容器包装リサイクル法（容器包装に係る分別収集及び再商品化の促進等に関する法律）の施行により、プラスチック製買物袋を扱うスーパーマーケットやコンビニエンスストアなどの小売店[e 2] で、レジ袋（プラスチック製買物袋）の有料化が義務化[a 109][c 9]。
  - 神奈川県大和市で国内初となる歩きスマホ禁止条例が施行[a 110]。
  - 公明党所属の佐々木さやか文部科学政務官が第1子出産。現職国会議員としては鈴木貴子以来で、政務三役在任中では初[a 111]。
- 7月2日
  - 午前2時32分頃、関東地方・東海地方の上空で火球が目撃される。のちに千葉県習志野市のマンションで破片が見つかり隕石と判明。
  - 16時10分ごろ、中国海警局の2隻が尖閣諸島周辺の領海に侵入し、付近で操業していた日本の漁船に接近する動きを繰り返した[a 112]。2隻は、約30時間後の3日22時25分ごろまで、領海内にとどまり続けた[a 113][a 114]。
- 7月3日-7月31日 - 西日本を中心に梅雨前線の発達に伴う一連の豪雨災害（令和2年7月豪雨）が発生。
  - 7月4日 - 気象庁は熊本県と鹿児島県で数十年に一度のこれまで経験したことのないような大雨になっているとして、大雨特別警報を発令した。そして熊本県の球磨川では氾濫が発生し、熊本県人吉市などを中心に大きな被害が出た。
  - 7月6日 - 気象庁は福岡県、佐賀県、長崎県に大雨特別警報を発令した。大雨特別警報の発令は7月4日以来2日ぶりで、とくに福岡県内では2017年の九州北部豪雨から4年連続の大雨特別警報発令となった。福岡県の彦山川では氾濫が発生した。
  - 7月8日 - 気象庁は岐阜県と長野県に大雨特別警報を発令した。これで7月に入り、3度目の大雨特別警報となった。
  - 7月28日 - 山形県を中心とした東北地方・北陸地方で記録的な大雨となり、最上川が氾濫。広い範囲で浸水被害が起こった[a 115]。人的被害はなかった[a 116]。
- 7月4日 - 午前2時25分ごろ、中国海警局の2隻が、日本の漁船を追う形で尖閣諸島周辺の領海に侵入し、領海内で操業中の日本漁船の周辺を航行[a 117][a 118]。2隻は、5日17時45分ごろまで約39時間、領海内にとどまり続けた[a 119]。
- 7月9日 - 東京都品川区荏原の「same gallery」で来場者が自由に展示作品を持ち去ることができる展覧会「盗めるアート展」が開催されるが、開始直前にすべての作品が持ち去られ閉展。
- 7月11日 - 2019年の池袋暴走事故の慰霊碑が事故現場付近の公園に設置され、除幕式が行われる[a 120]。
- 7月14日 - 中国海警局の4隻が尖閣諸島周辺の領海に侵入[a 121][a 122]。
- 7月19日
  - JR新宿駅の大規模再開発の一環として全長約100メートルの東西自由通路が開通[a 123]。
  - 『今日、好きになりました。』等に出演していた重川茉弥が16歳で出産[a 124]。
- 7月22日 - いわゆる「Go To トラベルキャンペーン」がこの日から開始。
- 7月26日 - JR中央・総武緩行線の阿佐ケ谷駅で視覚障害者の男性がホームから転落し、入線してきた電車にはねられ死亡[a 125]。
- 7月29日 - 岩手県は40歳代の男性が新型コロナウイルス感染症に罹患していることが確認されたことを発表。これによりすべての都道府県で新型コロナウイルス感染症の感染者が確認された[26]。
- 7月30日 - 福島県郡山市で改装中の飲食店が爆発し、1人死亡、19人負傷、その他多数の建物が被害を受けた。
- 7月31日 - 7月1日から31日までの台風発生件数が0件であることが確定し、1951年（昭和26年）の統計開始以来、初めて台風が発生しない7月になった[a 126][a 127]。

### 8月
- 8月6日 -  7月25日にモーリシャス南東部沖で座礁した日本企業所有でパナマ船籍の貨物船「わかしお」 から燃料が漏れ出していると同国が発表[a 128]。

- 8月7日 - 俳優の瀬戸康史と女優の山本美月が結婚を発表[18]。
- 8月8日 - 五山送り火の大文字で知られる京都市左京区の如意ケ嶽で深夜、「大」の文字がライトのようなもので浮かび上がっていると京都府警に通報があった[a 129]。
- 8月9日 - 中国海警局の4隻が尖閣諸島の領海に侵入[a 130][a 131]。
- 8月12日 -  広島原爆投下後に降った「黒い雨」を国の援護対象区域外で浴びた住民ら84人全員を被爆者と認め、被爆者健康手帳を交付するよう命じた広島地方裁判所の判決について、広島市と広島県は広島高等裁判所に控訴した[a 132]。
- 8月13日 - 筋萎縮性側索硬化症（ALS）患者の依頼を受けて医師2人が患者を殺害したとされるALS患者嘱託殺人事件で、京都地検は嘱託殺人罪で両容疑者を起訴した[a 133]。
- 8月17日
  - この日正午過ぎ、静岡県浜松市中区（現・中央区）で2018年7月23日に埼玉県熊谷市で観測された記録に並ぶ最高気温41.1℃を観測[a 134]。
  - 中国海警局の4隻が尖閣諸島の領海に侵入[a 135][a 136]。
- 8月19日 - 国民民主党は、解党して立憲民主党と合流し新党を結成する案が賛成多数で決定した。党首の玉木雄一郎は反対の立場だった[a 137]。
- 8月20日
  - フリージャーナリストの伊藤詩織が、自身を中傷する多数のツイートに「いいね」を押して心情を傷つけたとして、自民党の杉田水脈衆議院議員に220万円の損害賠償を求める訴訟を東京地裁に起こした[a 138]。
  - 自由民主党所属の秋本真利衆議院議員は、同年4月と5月に秘書が選挙区内の有権者にマスクを配布した公職選挙法違反疑惑が発覚[a 139]。
  - プロ棋士の藤井聡太が、福岡市中央区の大濠公園能楽堂で行われた第61期王位戦七番勝負の第4局で木村一基に勝ち、シリーズ4連勝でタイトルを奪取した。棋聖とあわせ二冠となり、タイトル2期獲得の規定により八段に昇段した。18歳1カ月での二冠と八段昇段は、いずれも最年少記録となった[a 140]。
- 8月21日 -  石油天然ガス・金属鉱物資源機構（JOGMEC）が、日本の排他的経済水域で、レアメタルを含む鉱物資源「コバルトリッチクラスト」の掘削試験に成功したと発表した[a 141]。
- 8月24日 - 安倍晋三内閣総理大臣の連続在職日数が2012年から数えて2799日となり、佐藤栄作元総理の2798日を超えて歴代最長になる[a 142]。
- 8月25日 -  参院選広島選挙区を巡る選挙違反事件で、地方議員らを買収したとして公職選挙法違反に問われた前法相の河井克行と妻の河井案里は、東京地裁で開かれた初公判でいずれも無罪を主張した[a 143]。
- 8月27日 -  厚生労働省の専門部会が人工多能性幹細胞（iPS細胞）から心筋細胞を作り、心臓病患者に移植する慶應大チームによる臨床研究計画を了承[a 144]。
- 8月28日
  - 内閣総理大臣の安倍晋三は、持病の潰瘍性大腸炎が再発したとして辞任する意向を表明した[a 145]。
  - 中国海警局の2隻が尖閣諸島の領海に侵入し、日本の漁船に接近する動きを見せた[a 146]。
  - 福岡市中央区の商業施設「MARK IS 福岡ももち」で、21歳の女性が15歳の少年に殺害される事件が発生。

- 8月31日
  - 遊園地のとしまえん（東京都練馬区）がこの日の21時に閉園し、94年の歴史に幕を下ろした[a 147]。
  - 聖悠紀の長期漫画『超人ロック』の連載が休載となり、この漫画の区切りとなる。発表・連載期間は52年10か月にわたる記録的長寿作品となった。
  - そごう徳島店が閉業、これで徳島は山形に続き2番目の百貨店空白県に。

### 9月
- 9月1日 -「マイナポイント事業」が開始。マイナンバーカードと紐付けたキャッシュレス決済で支払いをすると、決済金額のうち25パーセント（上限5,000円相当）のポイントが付与される[c 10]。
- 9月3日
  - JR東日本の定例記者会見で、同社の深澤祐二社長が2021年春のダイヤ改定で在来線の終電を30分程度繰り上げると発表した。対象となるのは東京駅から100キロ圏内を走る首都圏のほぼ全ての在来線で、一律で終電を繰り上げるのは1987年にJRが発足してから初めて[a 148]。
  - 高松市の路上に止められた車の後部座席で6歳と3歳の姉妹が意識を失っていると母親から119番通報があり、その後姉妹の死亡が確認された[a 149]。翌4日になって母親が長時間姉妹を車内に放置していたことが明らかとなり、香川県警は母親を逮捕した[a 150]。
- 9月4日
  - 北野天満宮（京都市上京区）と天台宗総本山・延暦寺（大津市）が合同で営む北野御霊会が再興。新型コロナウイルスの早期終息や国の安寧を祈るもので、応仁の乱以来、550年ぶりの再興となった[a 151]。
  - 加藤勝信厚生労働大臣は、2017年度末達成予定から延期していた待機児童ゼロ目標の本年度末での達成を断念[a 152]。
- 9月6日 - 元サッカー日本代表選手の本並健治と元サッカー女子日本代表選手の丸山桂里奈が結婚[18]。
- 9月7日
  - 政府系金融機関の日本政策投資銀行が5月に決めた日産自動車への危機対応融資1800億円のうち、1300億円に政府保証を付けていたことが分かった。危機対応融資の政府保証額としては過去最大[a 153]。
  - 建設準大手の前田建設工業が石川県輪島市内に建設した学校校舎や学生寮で、石膏ボードの端材を建物の壁の中などに不法に廃棄していたことが判明し、石川県は調査を開始した[a 154]。建築主で学校を運営する日本航空学園が前田建設工業に対して50億円の撤去及び処理費用を請求するも、同社は「当時の学校責任者から石膏ボードの処理について合意があったと認識している」と反論している[a 155]。
  - モーリシャス沖で発生したわかしお座礁石油流出事故について、茂木敏充外務大臣と電話会談したモーリシャスのジャグナット首相は「日本の責任とは考えていない」との認識を述べた[a 156]。
- 9月8日 -  前原誠司元外務大臣が2010年に尖閣諸島沖で発生した海上保安庁の巡視船と中国漁船が衝突した事件について、当時の菅直人首相が逮捕した中国人船長の釈放を求めたことを明らかにしたと、産経新聞が報じた[a 157]。
- 9月9日 - 東京地検特捜部は、カジノを含む統合型リゾート事業をめぐる汚職に絡む証人買収事件で贈賄側の別の関係者にも嘘の証言をさせようとしたとして、衆議院議員の秋元司を組織犯罪処罰法違反の疑いで再逮捕した[a 158]。
- 9月10日
  - NTTドコモの提供する送金・決済サービスの「ドコモ口座」で1800万円を超える不正引き出しが発覚した問題で、NTTドコモは会見を開き、丸山誠治副社長らが謝罪した[a 159]。
  - 東京都は、新型コロナウイルスの感染拡大を受けて23区内の飲食店などに出している午後10時までの営業時間短縮要請について、予定通り9月15日で終了することを決めた[a 160]。
  - 旧立憲民主党、旧国民民主党などによる合流新党の代表選が行われ、立憲民主党の枝野幸男代表が国民民主党の泉健太政調会長を破り初代代表に選ばれた。新党の党名は「立憲民主党」に決まった[a 161]。
  - 自民党総裁選に立候補した菅義偉官房長官が、出演したテレビ東京の番組で将来的に消費税を再度引き上げる必要があるとの考えを示した[27]。
  - 高知市内にある電柱の開閉器を故意に操作し、付近の1000世帯余りを停電させたとして、高知県警高知南署は四国電力のグループ会社である四電工の26歳の社員の男を電気事業法違反及び威力業務妨害容疑で逮捕。現場周辺では他にも同様の被害が数件発生していた[a 162]。
- 9月11日 - WEST EXPRESS 銀河が京都駅 - 出雲市駅間で運行を開始。当初は5月8日の運行開始予定だったが、コロナの影響により4か月遅れでの運行となった[a 163]。
- 9月12日（現地時間） - 第77回ヴェネツィア国際映画祭で、『スパイの妻』の監督を務めた黒沢清が銀獅子賞（監督賞）を受賞。1952年の溝口健二、2003年の北野武に次ぐ日本人3人目の受賞者となった[a 164]。
- 9月14日 - 自由民主党総裁選挙は午後に東京都内のホテルで開かれた両院議員総会で投開票を行い、菅義偉官房長官が岸田文雄政調会長、石破茂元幹事長を破って圧勝し、第26代総裁に選出された[28]。
- 9月16日 - 内閣総理大臣任命式。菅義偉が第99代内閣総理大臣に就任（菅内閣発足）[c 11]。
- 9月18日 - 約2400億円の負債を抱えて経営破綻した健康磁気製品販売会社「ジャパンライフ」が債務超過の事実を隠蔽して顧客から資金をだまし取ったとして、警視庁などの合同捜査本部はこの日の朝、元会長ら14人を詐欺容疑で逮捕。被害者は約1万人、被害額は約2100億円に上ると見られる[a 165][a 166]。また被害は日本国内のみならず、香港にも及んでいることが毎日新聞の取材で明らかになった[a 167]。
- 9月19日 - 存命中の世界最高齢者である福岡県在住の田中カ子が、この日117歳261日となり、2018年に死去した田島ナビ（117歳260日）の長寿記録を上回り、日本歴代1位（世界では歴代3位）の長寿に[a 168]。
- 9月25日 - 大手電機メーカー・三菱電機関西支社に勤務していた50歳の元社員の女（懲戒解雇済み）が会社の収入印紙160万円分をだまし取った疑いで、大阪府警曽根崎署に詐欺の疑いで逮捕されていたことが判明[a 169]。
- 9月30日 - NTTは上場子会社のNTTドコモを完全子会社化[a 170]。

### 10月
- 10月1日
  - 東京証券取引所においてシステム障害が発生し、1999年のシステム化以来初となる全銘柄の株式の売買が終日停止された[a 171]。この影響により、同じシステムを利用していた名古屋・福岡・札幌の各証券取引所においても株式の売買が終日停止された[a 171]。
  - 官房長官の加藤勝信が、日本学術会議の新規会員として推薦を受けていた105人の会員候補のうち、6人を任命しなかったことを明らかにした[a 172]。
  - 酒税法が改正され、税率はワインや第三のビールで上がり、日本酒やビールでは下がった[a 173]。
- 10月11日 - 中国海警局の2隻が尖閣諸島周辺の領海に侵入し、操業中の日本の漁船に接近しようとする動きを見せた[a 174]。この2隻は、そのまま領海内で日本の漁船に接近しようとする動きを繰り返し、13日の20時すぎまで領海内に滞在した[a 175]。
- 10月14日 - 自由民主党所属の谷川弥一衆議院議員が2017年の総選挙で運動員に法定限度を超える報酬を支払ったとして関係者7人が6月に公職選挙法違反（日当買収）の疑いで書類送検され、その内の1人がこの日懲役1年2月、執行猶予5年の有罪判決[a 176]。
- 10月15日 - 中国海警局の2隻が尖閣諸島周辺の領海に侵入し、日本の漁船に接近しようとする動きをみせた[a 177]。
- 10月16日 - 神奈川県内で6月から相次いでいる異臭騒ぎで14日に横須賀市内で採取された空気の分析結果を県が発表し、ガソリンなどに含まれるイソペンタン、ペンタン、ブタンが通常の7倍から14倍の濃度で検出。いずれも毒性は低く、健康に影響はないが、原因はいまだに分かっていない[a 178]。
- 10月18日 - 午後0時15分過ぎ、東京都調布市の住宅街で道路が陥没し、深さ5メートルの穴が開いた。その影響で周辺道路が一時通行止めになった[a 179]。原因は不明だが、その地下で東京外かく環状道路のトンネル工事が行われていたため、調査が終了するまで工事を中断することになった[a 180]。同年12月に東日本高速道路は陥没の原因が東京外環自動車道であったことを認めて謝罪[a 181]。
- 10月21日 - 国民民主党を離党し、無所属の増子輝彦が参議院議員が自由民主党の会派「国民の声」に入会。内堀雅雄福島県知事や県内の支援団体が批判し、議員辞職を要求[a 182][a 183]。
- 10月23日 - 大阪市北区梅田にてビル屋上から転落した男子高校生が、その真下の歩道を通行していた女性を直撃する事故が発生。転落した男子高校生は即死。直撃を受けた女性は意識不明の重体に陥り[a 184][a 185]、翌日死亡が確認された。警察は男子高校生が飛び降り自殺を図ったものとみて捜査を進めている[a 186]。
- 10月25日 - 福永祐一騎手騎乗のコントレイルがこの日行われた菊花賞に勝利し、2011年のオルフェーヴル以来史上8頭目のクラシック三冠制覇を達成。ホープフルステークス優勝馬としての三冠制覇は初。無敗の三冠馬は、父である2005年のディープインパクト以来史上3頭目[a 187]。
- 10月26日 - 菅義偉首相が所信表明演説で、2050年までに国内における温室効果ガス排出量実質ゼロ（脱炭素社会、カーボンニュートラルの実現）を目指すと宣言した[a 188][a 189]。
- 10月28日 - 東京都文京区の東京大学キャンパス付近でガス漏れ事故が発生。その影響で本郷通りを含めた現場一体の道路が全面通行止めになった。付近で雑居ビルの解体工事が行われており、その際に作業員が誤ってガス管を切断してしまったことが原因だとみられる[a 190][29][30]。
- 10月30日 - 5月に民事再生法の適用を申請したアパレル大手のレナウンが、この日付けで民事再生手続きを廃止し（11月2日に判明）[a 191]、11月27日には東京地方裁判所から破産開始決定を受け118年の歴史に幕を閉じた。負債総額は約138億7900万円[a 192]。

### 11月
- 11月1日 - 大阪都構想の是非を問う住民投票を実施[a 193]。2015年の前回の投票に引き続き、反対票が賛成票を僅差で上回り否決された。
- 11月6日
  - 埼玉県所沢市にKADOKAWAの複合施設「ところざわサクラタウン」が開業（グランドオープン）[c 12]。
  - 中国海警局の4隻が尖閣諸島周辺の領海に侵入[a 194]。
- 11月7日 - 中国海警局の2隻が尖閣諸島周辺の領海に侵入し、操業中の日本の漁船に近づく動きを見せた[a 195][a 196]。
- 11月8日 - 秋篠宮文仁親王の立皇嗣の礼が行われた[a 197]。当初は4月19日に規模を縮小して実施予定だった[a 198] が、新型コロナウイルスの影響により延期となった[a 199]。
- 11月11日
  - 日経平均株価の終値が29年ぶりに2万5000円台に上昇[a 200]。その後、年内で2万7568円まで上昇した[a 201]。
  - ホンダは条件付きで運転を自動化する「レベル3」の自動運転車が国土交通省より認可された。レベル3の車の実用を国が承認したのは世界初[a 202]。
- 11月12日 - ソニー・インタラクティブエンタテインメント (SIE) が家庭用ゲーム機「PlayStation 5」を発売。予約販売分のみで完売となったため当日販売は行わず、新型コロナウイルス感染拡大防止のため発売イベントなども実施されなかった[31][注 2]。
- 11月17日 - 格安航空会社のエアアジア・ジャパンが東京地方裁判所に破産を申請し、即日破産開始決定を受けた。負債総額は約217億円に上る。新型コロナによる航空会社の破綻は日本で初めてとなる[33]。
- 11月19日
  - 修学旅行中の小学生ら62人を乗せた旅客船が香川県坂出市沖で沈没する事故が発生。全員が救助されたが小学生2人を含む計3人が低体温症により病院に搬送された[a 203]。その後旅客船の45歳の船長が航路を十分に確認せずに航行したとして、翌20日に坂出海上保安署に逮捕された[a 204]。
  - 鹿児島市内の住宅街の市道でこの日夕方、重さが40kgあるマンホールのふたが10メートル先まで吹き飛ぶガス漏れ騒ぎが発生。人家に被害はなかった。鹿児島市消防局などが原因を調査したところ、民家のケヤキの木の複数の根っこが下を通っているガス管や下水管を圧迫してガス漏れを起こしていたことが判明し、根っこを撤去の上で管を修復した[a 205]。
- 11月24日 - 新型コロナウイルスの感染拡大を受け、Go To トラベルを札幌市と大阪市で同日より12月15日まで除外し、東京都は継続することとなった（菅義偉首相が21日に運用を見直し）。
- 11月26日 - 宮内庁は例年1月2日に行われている新年の一般参賀について、2021年は新型コロナの感染拡大防止の観点から見送ることを発表[a 206]。
- 11月28日 - この日朝、茨城県の鹿島港港口付近で同県内の遊漁船と広島県の貨物船が衝突する事故が発生。遊漁船が転覆して乗客1人が死亡、11人がけがをした[a 207]。鹿島海上保安署は翌29日、双方の船長を「航行上の注意義務を怠った」として逮捕した[a 208]。
- 11月29日 - 東京メトロ東西線東陽町駅で視覚障害者の男性がホームから転落し、入線してきた電車にはねられ死亡[a 209]。
- 11月30日 - 秋篠宮文仁親王は、55歳の誕生日での記者会見で第1女子である眞子内親王と婚約者の男性Kの結婚について、憲法の「両性の合意」に触れつつ「結婚することを認める」と発言した[a 210]。

### 12月
- 12月1日

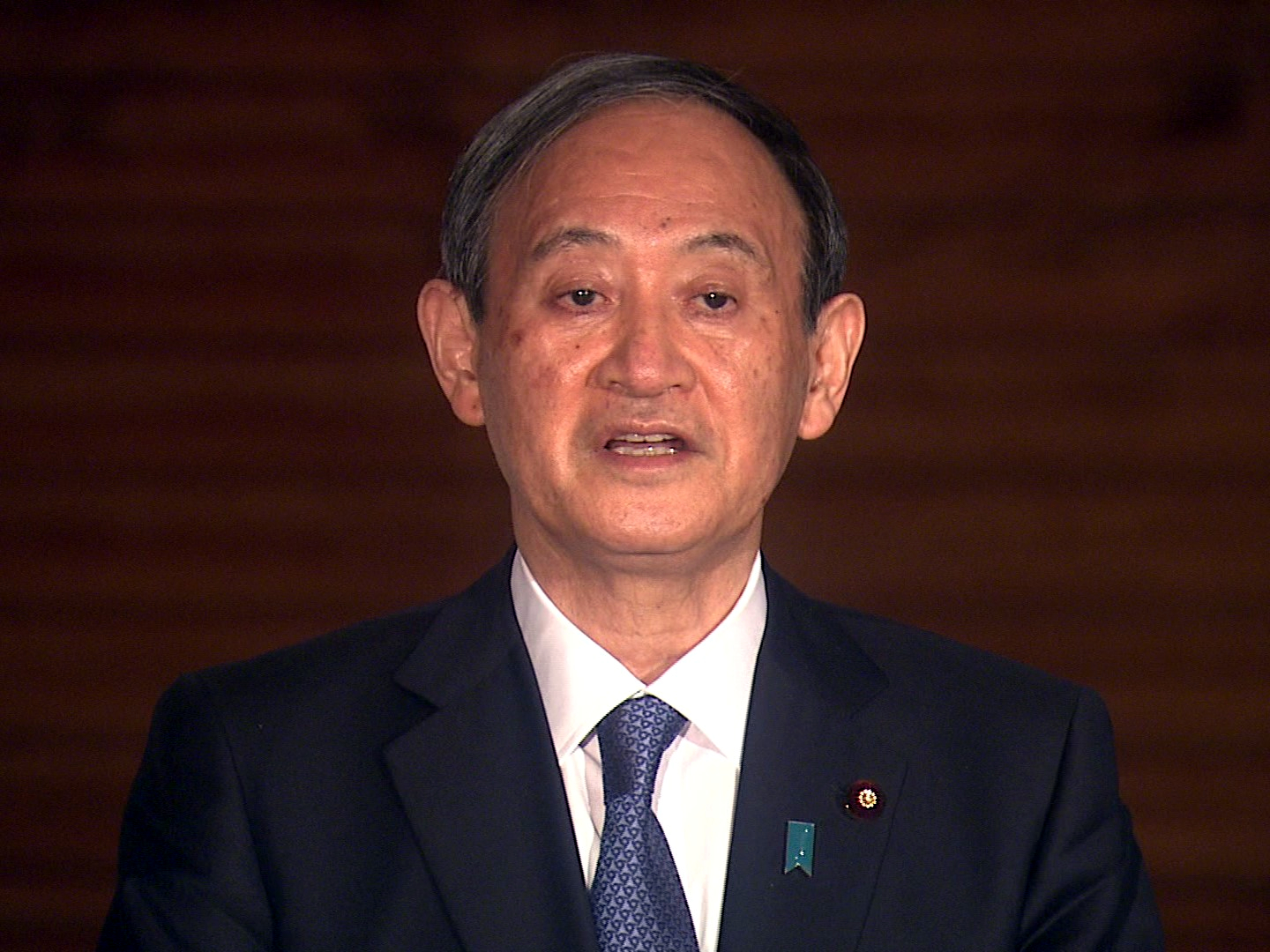
Go To トラベル一時停止について会見する内閣総理大臣菅義偉（2020年12月14日、総理大臣官邸にて）

  - 『ドカベン』、『あぶさん』、『野球狂の詩』など野球漫画の第一人者として知られる水島新司がこの日をもって引退することを所属事務所が発表[a 211]。
  - 2020年の『現代用語の基礎知識選 ユーキャン新語・流行語大賞』が発表され、年間大賞に「3密」を選定[a 212]（詳細は後述）。
- 12月4日
  - 厚生労働省がこの日、日本で初めて10代の女性が新型コロナウイルス感染症のため死亡したと一旦発表したが、その後「集計ミスの可能性が高い」として発表を取り消し、ウェブサイトからも削除した[a 213]。
  - 神奈川県の小田原駅東口に直結する複合商業施設「ミナカ小田原」が開業[a 214][f 2]。
  - 福井県あわら市の医薬品メーカーでオリックス子会社の小林化工が製造した爪水虫などの皮膚病薬に誤って睡眠導入剤が混入していたことが判明し、合計9万錠を自主回収すると発表。中には車を運転中、副作用により物損事故を起こしたケースが14件あった他、実際に入院した人もいた。当該医薬品は処方箋が必要で一般には市販されていない[a 215]。その後の同社の報告や県の調査で133人が健康被害を訴えていることが判明[a 216][a 217]。さらに10日には同薬を服用して入院していた患者1名が死亡したことが公表された[a 217]。
- 12月6日 - 日本のJAXAで開発された小惑星探査機「はやぶさ2」の回収カプセルが地球へ帰還する（オーストラリアのウーメラ試験場に着陸）。なお、本体は地球をフライバイして次の探査目標（小惑星「1998 KY26」、2031年7月到着予定）へ向かった[a 218]。
- 12月8日
  - 鶏卵汚職事件に絡んで鶏卵生産大手「アキタフーズ」グループ元代表から豪華クルーズ船で接待を受けた疑いがもたれていた西川公也内閣官房参与が退職[a 219]。
  - 2015年12月30日に愛知県半田市の県営住宅の一室でブラジル人姉妹2人が殺害され部屋が放火された事件に関連し、愛知県警は妹の内縁の夫であったペルー人の34歳男を逮捕[a 220]。
- 12月9日 - 中国海警局の4隻が尖閣諸島周辺の領海に侵入[34]。
- 12月10日
  - 政府がドローン（小型無人機）の操縦に関する免許制度を創設する方針を決定[a 221]。
  - 明石市がLGBTなどの性的少数者のカップルや、その子を公的に認知する「明石市パートナーシップ・ファミリーシップ制度」を2021年1月8日から導入すると明らかにした。未成年の子供を家族として公認する制度は全国初[a 222]。
  - 12月末までに中国に返還される予定だった上野動物園のジャイアントパンダのシャンシャンの返還が、2021年5月末まで延期されることが決定した。パンダの輸送に同行する専門のスタッフが、新型コロナウイルス感染拡大の影響で中国まで同行することが難しいと判断したため[a 223]。
  - 俳優の松坂桃李と女優の戸田恵梨香が結婚を発表[18]。
- 12月14日 - 新型コロナウイルスの感染再拡大に伴い、菅義偉首相はGo To トラベルを全国各地で一斉停止する方針を固めた。期日は12月28日から2021年1月11日までの予定[a 224]。
- 12月15日 - 2017年に神奈川県座間市で発生した男女9人殺害事件（「座間9人殺害事件」）の判決公判がこの日、東京地方裁判所立川支部（矢野直邦裁判長）で行われ、被告人に対して求刑通り死刑とする判決が言い渡された[a 225]。
- 12月16日
  - 原仁史雲南市長（島根県）が傷害容疑で逮捕され、その後釈放され、辞職[a 226]。
  - 化粧品やサプリメントの通信販売を手掛けるDHCの会長が自社のオンラインショップのサイト上で、競合他社や当該企業のテレビショッピングに出演しているタレントを「CMタレントはほぼ全員コリアン系」などと差別投稿していたことが判明。Twitter上ではDHCの製品を不買する旨のハッシュタグが付けられる事態にまで発展した。DHC広報部は共同通信社の取材に「お話しすることは特にない」としている[a 227]。
- 12月17日
  - 新潟県と群馬県の山沿いで16日夜から17日朝にかけて大雪になった影響で、関越道で上りは塩沢石打インターチェンジ（IC）、下りは湯沢インターチェンジ（IC）付近を先頭に上下線とも約15キロ以上にわたってトラックなど約1100台が立ち往生。新潟県は午後、自衛隊に災害派遣を要請した[a 228]。被害を人為的に広げた管轄の東日本高速道路に批判が集中[a 229]。
  - フジテレビで放送されていたテレビ番組に出演中の今年5月に自殺した女子プロレスラーの木村花（享年22）をTwitter上で誹謗中傷する投稿を繰り返していたとして、警視庁は大阪府内に住む20歳代の職業不詳の男を書類送検した[35]。
- 12月19日 - 横浜市の山下埠頭で、「GUNDAM FACTORY YOKOHAMA」として動く実物大ガンダム（18m）の一般公開が開始された（入場は日時指定の有料チケット販売制、2022年3月まで開催予定）[f 3][a 230][c 13]。
- 12月22日
  - 新東名高速道路の御殿場JCT〜浜松いなさJCT間において6車線（片側3車線）化工事が完了し、この日の14時から最高速度が120km/hに引き上げられた[36][a 231]。
  - 自由民主党所属の吉川貴盛衆議院議員が広島県の鶏卵生産大手「アキタフーズ」グループ元代表からの現金提供疑惑の責任を取り議員辞職[a 232]。
- 12月23日
  - 中国海警局の2隻が尖閣諸島周辺の領海に侵入し、日本の漁船に近づこうとした[a 233]。
  - 1966年に発生した袴田事件の第2次再審請求審で弁護側が申し立てていた特別抗告に対し、最高裁判所は東京高等裁判所に審理差し戻しを言い渡す。死刑と拘置の執行停止についても継続される見通し[a 234]。
- 12月24日 - 傷口の消毒液として「マーキュロクロム水溶液」（いわゆる赤チン）を最後まで製造していた三栄製薬（東京都世田谷区）が「水銀に関する水俣条約」により12月31日以降規制対象となり、製造が不可能となるため、この日をもって赤チンの製造を終了した[a 235]。
- 12月25日 - 楽天はシステムの設定不備が原因で楽天市場、楽天カード、楽天Edyに登録されている約148万件の顧客情報が流出した可能性があると発表[a 236]。
- 12月26日 - 中国海警局の2隻が尖閣諸島周辺の領海に侵入し、日本の漁船に近づこうとした[a 237]。
- 12月27日 -  立憲民主党所属の羽田雄一郎参議院議員が27日午後東京都内で死去。死亡後PCR検査で新型コロナウイルス感染症の陽性が判明し、現職の国会議員が新型コロナウイルスに感染して死亡した初の例になった[a 238][a 239]。
- 12月28日
  - 鹿児島県の諏訪之瀬島で午前2時48分ごろ爆発的な噴火が発生し、気象庁は 「噴火速報」を発表した。気象庁は噴火警戒レベルを2から3に引き上げ、御岳火口からおおむね2キロの範囲で大きな噴石に警戒するよう呼びかけた[a 240]。
  - 変異した新型コロナウイルスが世界各国で相次いで確認されている状況を受けて、新たな国内侵入を阻止するため、全ての国と地域を対象に外国人の日本への新規入国を一時停止[a 241][a 242]。
  - 吾峠呼世晴による漫画『鬼滅の刃』を原作とする劇場アニメ『劇場版 鬼滅の刃 無限列車編』が、公開から73日目にあたる12月27日の時点で興行収入が約324億円に達したことを配給元の東宝などが発表[a 243][a 244]。2001年に公開された『千と千尋の神隠し』の約316億円を抜き、日本歴代興行収入ランキングにおいて歴代1位となった[a 243][a 244]。
- 12月31日
  - 第71回NHK紅白歌合戦が行われる。新型コロナウイルスの感染拡大防止のため、「紅白歌合戦」として放送を始めた1951年（昭和26年）以来初めての無観客開催となった[a 245]。 NHKホールでは客席を一部除いてステージを拡大、NHK放送センターの大型スタジオを歌唱会場にするなど、例年にない演出がなされた[a 245]。
  - 男性アイドルグループ・嵐がこの日をもって無期限で活動を休止[a 246][a 247]。
  - 男女混合パフォーマンスグループ・AAAがこの日をもって無期限で活動を休止。
  - 女性ダンス&ボーカルグループ・E-girlsがこの日をもってグループを解散[a 248][a 249]。

## 社会

### 政治

#### 選挙
- 国政選挙
  - 国会議員の補欠選挙
    - 4月26日 - 衆議院静岡県第4区
    - 10月の補欠選挙は両院とも欠員なしのため行われなかった。
- 地方選挙
  - 3月22日 - 熊本県知事選挙
  - 7月5日 - 東京都知事選挙
  - 7月12日 -鹿児島県知事選挙
  - 10月25日 - 富山県知事選挙
  - 10月25日 - 岡山県知事選挙
  - 11月15日 - 栃木県知事選挙

### 経済

#### 金融
- 10月1日：東京証券取引所がシステム障害を起こし終日売買を停止した。これにより宮原幸一郎社長が引責辞任し、金融庁から業務改善命令で再発防止策徹底を要求された[37]。
- 11月17日：平均株価が29年半ぶりに2万6千円台に回復した。新型コロナウィルスのワクチン開発への期待などによるもの[38]。

### イベント
- ヨコハマトリエンナーレ2020（7月17日〜10月11日開催）[c 14]

## 天候・天災・観測等

### 気象・地象・天象

#### 自然災害
- 台風
- 大雨・洪水
  - 令和2年7月豪雨（気象庁が命名[b 13]） - 梅雨前線と線状降水帯の影響により、九州や中部地方などで長時間の集中豪雨となり、河川の氾濫や土砂災害が発生した。特に熊本県南部では球磨川が氾濫するなどして80人以上の死者が出ている[a 250][d 1]。

#### 観測（天象含む）
- 日本で部分日食を観測（詳細は「2020年6月21日の日食」を参照）。

## 文化と芸術

### 流行

#### 流行語
ユーキャン新語・流行語大賞
11月5日にノミネート30語が発表され、今年を象徴する新型コロナウイルス関連の言葉が半数以上を占めた。12月1日に年間大賞とトップテンが発表され、半数の5つが新型コロナウイルス関連の言葉となった。
以下に本年の受賞語を列記する。なお、肩書きや役職などは受賞当時のものである。
- 年間大賞
  - 3密（小池百合子〈東京都知事〉）
- トップテン入賞
  - 愛の不時着（ヒョンビン〈韓国の俳優〉）
  - あつ森（任天堂『あつまれ どうぶつの森』開発チーム）
  - アベノマスク（NPO法人サラダボウル）
  - アマビエ（湯本豪一〈妖怪研究家・湯本豪一記念日本妖怪博物館 (愛称: 三次もののけミュージアム) 名誉館長〉）
  - オンライン○○（株式会社東北新社）
  - 鬼滅の刃（吾峠呼世晴〈漫画家、同漫画の作者〉）
  - GoToキャンペーン（GoToトラベルおよびイート利用者）
  - ソロキャンプ（ヒロシ〈芸人〉）
  - フワちゃん（フワちゃん〈YouTuber・芸人〉）

### 音楽
- コロナ禍によりライブ・イベントの延期・中止が相次いだ。
- 外出自粛によるインターネット利用の拡大により、YouTubeやTikTokを起点として楽曲認知が広がるケースが相次いだ。また、著名人による歌ってみた動画の投稿が増加した。
- 2019年11月に設立されたYouTubeチャンネル『THE FIRST TAKE』の認知度が拡大した。
- 8月5日にリリースされた米津玄師のアルバム『STRAY SHEEP』が、男性ソロアーティストのオリジナルアルバムとしては16年ぶりのミリオンセールスを達成した[39]。
- 2019年4月21日 - 『香水』（瑛人）
- 2019年12月15日 - 『夜に駆ける』（YOASOBI）
- 1月22日 - 『Imitation Rain/D.D.』（SixTONES vs Snow Man）
- 1月15日 - 『CEREMONY』（King Gnu）
- 2月9日 - 『あなたがいることで』（Uru）
- 2月12日 - 『I LOVE...』（Official髭男dism）
- 3月25日 - 『しあわせの保護色』（乃木坂46）
- 4月13日 - 『Mela!』（緑黄色社会）
- 4月17日 - 『春を告げる』（yama）
- 4月29日 - 『猫 〜THE FIRST TAKE ver.〜』（DISH//）
- 5月20日 - 『HELP EVER HURT NEVER』（藤井風）
- 6月3日 - 『eyes』（milet）
- 6月17日 - 『裸の心』（あいみょん）
- 6月30日 - 『Make you happy』（NiziU）
- 7月6日 - 『感電』（米津玄師）
- 8月21日 - 『Dynamite』（BTS）
- 9月9日 - 『おいしいパスタがあると聞いて』（あいみょん）
- 10月14日 - 『炎』（LiSA）
- 12月2日 - 『SOUNDTRACKS』（Mr.Children）

### 映画
新型コロナウイルス（COVID-19）の世界的流行により映画の撮影や映画館などにも様々な影響が出ており、公開延期が相次いでいる。
 邦画 
アニメーション映画については後節「#アニメ」を参照。
- 1月10日 - 福本伸行の漫画「賭博黙示録カイジ」の実写版映画シリーズ最終章となる『カイジ ファイナルゲーム』（監督：佐藤東弥、脚本：福本伸行、徳永友一）公開[40]。
- 3月6日 -『Fukushima 50』（監督：若松節朗、脚本：前川洋一）公開。福島第一原発事故のフクシマ50を題材にした門田隆将のノンフィクション書籍「死の淵を見た男 吉田昌郎と福島第一原発」の映画化[41][42][43]。
- 7月17日 - 西森博之の漫画「今日から俺は!!」の実写版映画『今日から俺は!!劇場版』（監督：福田雄一）公開。
- 7月23日 - テレビドラマ「コンフィデンスマンJP」の映画版第2作『コンフィデンスマンJP -プリンセス編-』（監督：田中亮、脚本：古沢良太）公開。新型コロナウイルス流行の影響で5月1日の公開予定から延期された[44]。
- 9月25日 - 『ミッドナイトスワン』（監督：内田英治）公開。トランスジェンダーを題材にした草彅剛主演の映画[45]。

洋画
- 1月10日 - 韓国映画『パラサイト 半地下の家族』（監督：ポン・ジュノ）が日本で公開。
- 3月20日 - ハーレイ・クインのスピンオフ映画『ハーレイ・クインの華麗なる覚醒 BIRDS OF PREY』（監督：キャシー・ヤン）が日本で公開[46]。DCエクステンデッド・ユニバースの第8作品目に当たる。
- 6月26日 - セガのコンピュータゲーム「ソニックシリーズ」の実写映画となる『ソニック・ザ・ムービー』（監督：ジェフ・ファウラー）が日本で公開。新型コロナウイルス流行の影響で3月27日の公開予定[47] から延期された。
- 12月18日 - アメリカのスーパーヒーロー映画『ワンダーウーマン 1984』（監督：パティ・ジェンキンス）が日本で公開[48]。2017年に公開された『ワンダーウーマン』の続編で、DCエクステンデッド・ユニバースの第9作品目に当たる。新型コロナウイルス流行の影響で日本では6月12日の公開予定から延期された[49]。

### テレビ
- 12月31日 - 『第71回NHK紅白歌合戦』放送。

#### お笑い
コンテスト番組の優勝者
上方漫才大賞
- シャンプーハット（吉本興業）

NHK上方漫才コンテスト
- ネイビーズアフロ（吉本興業）

ABCお笑いグランプリ
- コウテイ（吉本興業）

M-1グランプリ（テレビ朝日系）
- マヂカルラブリー（吉本興業）

R-1ぐらんぷり（フジテレビ系）
- マヂカルラブリー野田クリスタル（吉本興業）

キングオブコント（TBS系）
- ジャルジャル（吉本興業）

女芸人No.1決定戦 THE W（日本テレビ系）
- 吉住（プロダクション人力舎）

### アニメ
アニメーション映画
- 3月27日 - アニメ「PSYCHO-PASS サイコパス 3」の続編となる劇場版『PSYCHO-PASS サイコパス 3 FIRST INSPECTOR』が2週間限定公開[50]。
- 8月7日 - 『ドラえもん のび太の新恐竜』（監督：今井一暁、脚本：川村元気）公開。ドラえもん連載50周年・映画シリーズ通算40作記念作品[a 253][a 254]。新型コロナウイルス流行の影響で3月6日の公開予定から延期された[a 255]。
- 9月18日 - 京都アニメーション作品『ヴァイオレット・エヴァーガーデン』の完全新作の劇場アニメ（監督：石立太一）が公開[c 16]。当初は1月10日の世界同時公開を予定していた[51][52] が、京都アニメーション放火殺人事件の影響で4月24日に延期となり[53]、さらに新型コロナウイルス流行の影響で再延期された。
- 10月16日 - ufotable制作の劇場アニメ『劇場版 鬼滅の刃 無限列車編』（監督：外崎春雄）が公開。12月27日時点で観客動員数2404万人および興行収入324億円を突破し、『アナと雪の女王』や『タイタニック』、『千と千尋の神隠し』を超えて日本歴代興行収入ランキングで歴代1位となった[a 243][a 244][54]。翌年5月24日には公開から220日間で、国内史上初の興行収入400億円を突破したことが発表された[a 256]。
- 11月20日 - 3DCGアニメ映画『STAND BY ME ドラえもん 2』（監督：八木竜一、山崎貴）公開。当初は8月7日の公開を予定していた[55] が、『ドラえもん のび太の新恐竜』の公開延期に伴い先送りされた[a 255]。
- 12月25日
  - 『劇場版ポケットモンスター ココ』（監督：矢嶋哲生、脚本：冨岡淳広）公開。
  - 西野亮廣の絵本作品『えんとつ町のプペル』の劇場アニメ（製作総指揮：西野亮廣、監督：廣田裕介）が公開[56]。

テレビアニメ
- 『ラブライブ!』プロジェクト始動から10年目を迎える。
- 石田衣良の小説『池袋ウエストゲートパーク』のアニメ作品が10月に放送開始[c 17][a 257]。新型コロナウイルス流行の影響で7月の放送開始予定[57] から延期された。
- 『ご注文はうさぎですか?』のテレビアニメ第3期が10月に放送開始[58]。
- 『ドラゴンクエスト ダイの大冒険』の新作アニメが10月に放送開始[59][60]。
- 『ひぐらしのなく頃に』の新作アニメ『ひぐらしのなく頃に業』が10月に放送開始[c 18]。新型コロナウイルス流行の影響で7月の放送開始予定[61] から延期された。

配信アニメ
- 攻殻機動隊の新作アニメ『攻殻機動隊 SAC_2045』（シリーズ初のフル3DCGアニメーション）がNetflixで4月に全世界独占配信。監督は「攻殻機動隊 S.A.C.シリーズ」の神山健治と映画「APPLESEED」の荒牧伸志、キャラクターデザインはイラストレーターのイリヤ・クブシノブ（ロシア出身）[62][c 19]。

### ゲーム

#### コンピュータゲーム
Nintendo Switch用ゲームソフト『あつまれ どうぶつの森』が記録的大ヒット。新型コロナウイルスの流行による外出自粛の「巣ごもり特需」 により、大きく売り上げを伸ばした。8月末までの国内累計出荷本数が700万本を突破し、日本におけるゲームソフト最多出荷本数記録である『スーパーマリオブラザーズ』の681万本を35年ぶりに更新した。
4月、任天堂は、新型コロナウイルスの流行により、中国での生産が限定的な状況が続いて供給が追いつかないことから、Nintendo SwitchとNintendo Switch Liteの出荷を一時停止する措置を行い、この影響でSwitch本体の中古品価格が高騰する一因になった。
Nintendo Switchの推定年間販売台数は595万6,943台（Nintendo Switch Liteを含む）で前年 を上回った。
バンダイナムコのアイドルマスターシリーズが誕生から15年目を迎える。
1月9日、Nintendo Switch用ゲームソフト『ポケットモンスター ソード・シールド』の有料ダウンロードコンテンツ（DLC）の販売が発表される。ポケットモンスターシリーズの有料DLCは本編シリーズとして初となる。
ゲームソフト
- 1月16日 - 『龍が如く7 光と闇の行方』
- 1月16日 - 『三國志14』
- 1月16日 - 『ドラゴンボールZ カカロット』
- 2月18日 - 『夜勤事件』
- 2月20日 - 『ペルソナ5 スクランブル ザ ファントム ストライカーズ』
- 3月6日 - 『ポケモン不思議のダンジョン 救助隊DX』
- 3月10日 - 『コール オブ デューティ ウォーゾーン』
- 3月12日 - 『仁王2』
- 3月20日 - 『あつまれ どうぶつの森』
- 3月26日 - 『ONE PIECE 海賊無双4』
- 3月26日 - 『ライフ イズ ストレンジ2』
- 4月3日 - 『バイオハザード RE:3』
- 4月10日 - 『ファイナルファンタジーVII リメイク』（分作となることが発表されており、本作はその1作目に当たる）[70][71][72]
- 4月24日 - 『聖剣伝説3 TRIALS of MANA』
- 6月5日 - 『世界のアソビ大全51』
- 6月19日 - 『The Last of Us Part II』
- 7月9日 - 『eBASEBALLパワフルプロ野球2020』
- 7月17日 - 『Ghost of Tsushima』
- 7月17日 - 『ペーパーマリオ オリガミキング』
- 8月4日 - 『Fall Guys: Ultimate Knockout』
- 8月27日 - 『英雄伝説 創の軌跡』
- 9月4日 - 『Marvel's Avengers』
- 9月17日 - 『eFootball ウイニングイレブン 2021』
- 9月18日 - 『スーパーマリオ 3Dコレクション』
- 9月28日 - 『原神』
- 10月1日 - 『SUPER MARIO BROS. 35』（Nintendo Switch Online、2021年3月31日まで）
- 10月2日 - 『クラッシュ・バンディクー4 とんでもマルチバース』
- 10月9日 - 『FIFA 21』
- 10月30日 - 『ピクミン3 デラックス』
- 11月10日 - 『アサシン クリード ヴァルハラ』
- 11月12日 - 『天穂のサクナヒメ』
- 11月12日 - 『Marvel's Spider-Man:Miles Morales』
- 11月19日 - 『桃太郎電鉄 〜昭和 平成 令和も定番!〜』
- 11月20日 - 『ゼルダ無双 厄災の黙示録』
- 12月10日 - 『サイバーパンク2077』

ゲーム機
- 9月16日 - 任天堂が携帯型ゲーム機「ニンテンドー3DS」シリーズの生産を終了したことを発表[a 261]。
- 11月10日 - マイクロソフトが家庭用ゲーム機「Xbox Series X/S」（本体の正式名称はXbox[73]、Series Xと姉妹モデルのSeries Sの2機種）を発売[74][75]。
- 11月12日 - ソニー・インタラクティブエンタテインメント (SIE) が家庭用ゲーム機「PlayStation 5」(PS5) を発売[76][77]。

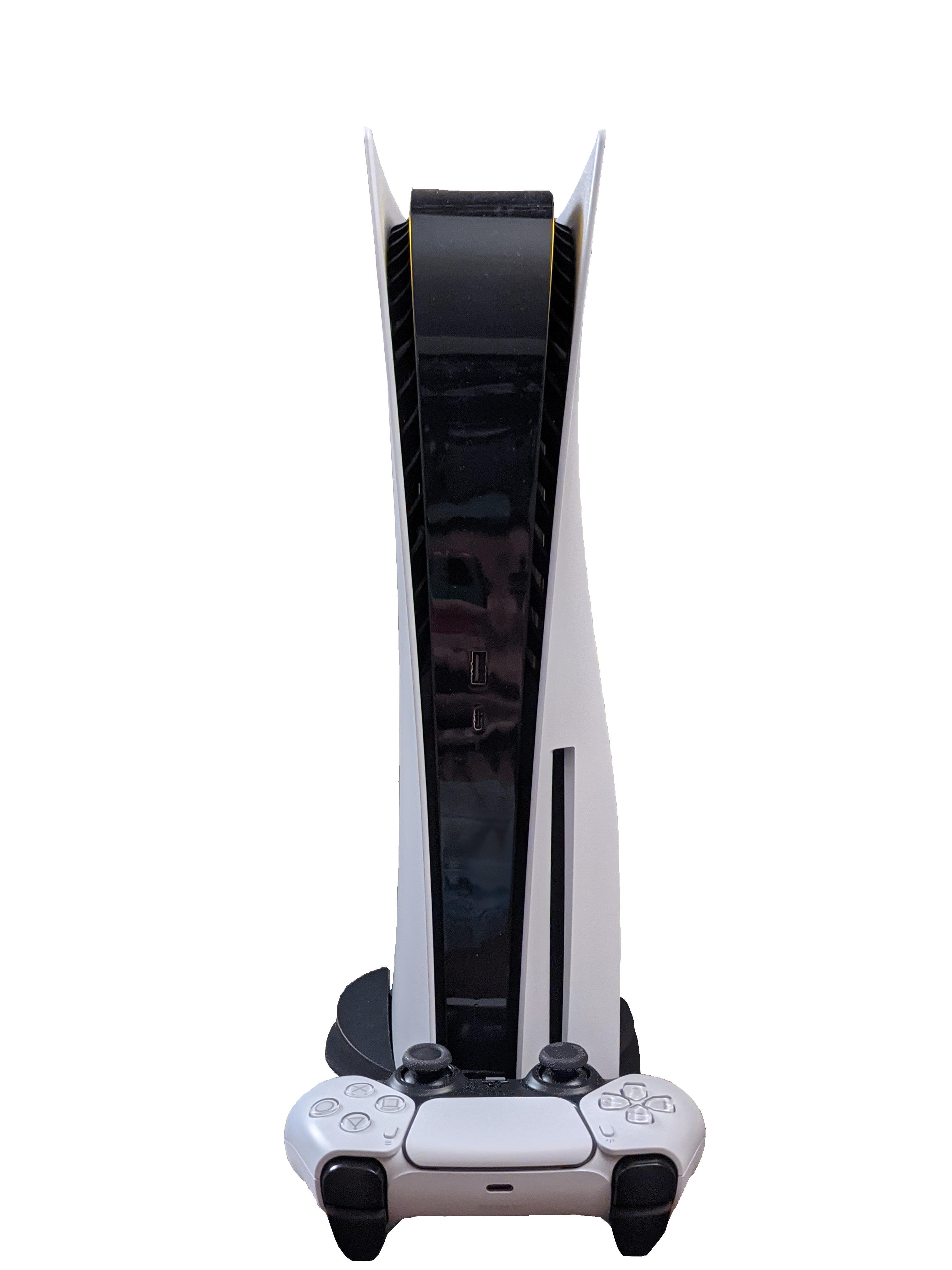
PlayStation 5

## スポーツ

### 総合競技大会
- 第75回国民体育大会（冬季大会：氷都新時代!八戸国体、とやま・なんと国体2020 / 本大会：燃ゆる感動かごしま国体）
  - 冬季大会の「氷都新時代!八戸国体」と「とやま・なんと国体2020」は予定通り開催されたが、本大会（燃ゆる感動かごしま国体）および第20回全国障害者スポーツ大会（燃ゆる感動かごしま大会）は新型コロナウイルス流行の影響で開催できず、特別国民体育大会・特別大会として2023年に延期された[78]。

### 各競技

#### 野球
- プロ野球

- MLB日本人選手
  - 秋山翔吾
  - 大谷翔平
  - 菊池雄星
  - 田中将大
  - ダルビッシュ有
  - 筒香嘉智
  - 平野佳寿
  - 前田健太
  - 山口俊

#### モータースポーツ
- 全日本スーパーフォーミュラ選手権 - 山本尚貴
- 全日本スーパーフォーミュラ・ライツ選手権 - 宮田莉朋
- SUPER GT
  - GT500 - 山本尚貴、牧野任祐
  - GT300 - 藤波清斗、ジョアオ・パオロ・デ・オリベイラ

## 誕生
誕生した事に特筆性のある人物等（世襲制の跡継ぎ、絶滅寸前の生物の誕生、等）を記載しています。それ以外については、Category:2020年生を参照してください。
- 1月3日 - 永谷咲笑、子役
- 1月11日 ‐倉田瑛茉、子役

## その他
この年の成人式の参加該当者は、1999年4月2日から2000年4月1日生まれになるため「参加者全員が20世紀生まれ」の最後の成人式だった。